# Campeonato Europeo de Boxeo Aficionado de 2004
El XXXV Campeonato Europeo de Boxeo Aficionado se celebró en Pula (Croacia) entre el 19 y el 29 de febrero de 2004 bajo la organización de la Confederación Europea de Boxeo (EUBC) y la Federación Croata de Boxeo Aficionado.

## Medallero
| Núm. | País        | Oro | Plata | Bronce | Total |
| ---- | ----------- | --- | ----- | ------ | ----- |
| 1    | Rusia       | 9   | 0     | 0      | 9     |
| 2    | Alemania    | 1   | 1     | 1      | 3     |
| 3    | Bulgaria    | 1   | 0     | 3      | 4     |
| 4    | Francia     | 0   | 3     | 1      | 4     |
| 5    | Italia      | 0   | 2     | 1      | 3     |
| 6    | Turquía     | 0   | 1     | 2      | 3     |
| 7    | Bielorrusia | 0   | 1     | 1      | 2     |
| 7    | Croacia     | 0   | 1     | 1      | 2     |
| 7    | Georgia     | 0   | 1     | 1      | 2     |
| 7    | Ucrania     | 0   | 1     | 1      | 2     |
| 11   | Polonia     | 0   | 0     | 3      | 3     |
| 12   | Azerbaiyán  | 0   | 0     | 2      | 2     |
| 12   | Hungría     | 0   | 0     | 2      | 2     |
| 12   | Lituania    | 0   | 0     | 2      | 2     |
| 15   | Irlanda     | 0   | 0     | 1      | 1     |
|      | TOTAL       | 11  | 11    | 22     | 44    |